# Multiply-accumulate
Multiply-accumulate (z angl. násob-shrň) je matematická operace, která spočítá výsledek násobení a přičte jej do akumulátoru (typicky speciální registr procesoru).
{\displaystyle a\leftarrow a+b\times c}
Tato operace je pro celá čísla přesná (obvykle se počítá jako modulo s nějakou mocninou čísla 2).
V FPU (jednotka pro výpočty s pohyblivou řádovou čárkou) mikroprocesorů (CPU, DSP, GPU) je nejčastěji dvakrát rychlejší, než kdyby se násobení a sčítání počítalo zvlášť, ale je k tomu třeba upravená násobička. Operaci podporuje i standard IEEE 754-2008.
V dřívější době to byla typická operace DSP, ale okolo roku 2022 je již implementována ve většině mikroprocesorů, včetně x86-64, ARM, POWER a RISC-V. Používá se zejména v maticových a vektorových algoritmech, například při konvoluci.